# Sandown-klassen
Sandown-klassen er en serie af minerydningsfartøjer bygget til den britiske Royal Navy. Fartøjerne i Sandown-klassen er desuden i tjeneste i den saudiarabiske flåde samt den estiske flåde. Det første fartøj indgik i Royal Navy den 9. Juni 1989, og alle de britiske enheder er navngivet efter britiske kystbyer.
Der blev oprindeligt bygget 12 enheder til den engelske flåde samt 3 til den saudiarabiske flåde. Tre af de britiske skibe er siden hen blevet udfaset og solgt til Estland; HMS Sandown (januar 2005), Inverness (april 2005) samt Bridport (juli 2004). Yderligere et skib blev udfaset og ombygget til et træningsfartøj til brug ved Britannia Royal Naval College i Dartmouth, England i 2001 under navnet Hindostan.
De tre udfasede skibe blev solgt til Estland i september 2006. De er udstyret med det samme minerydningsudstyr der findes i de britiske enheder: Atlas Elektronik Seafox undervandsdronen. Sonar-systemet vil desuden undergå en opdatering. Det første skib blev leveret i 2007 og blev navngivet EML Admiral Cowan (M313), det andet skib blev leveret i 2008, og fik navnet EML Sakala (M314) Det sidste skib blev leveret i januar 2009 og blev navngivet EML Ugandi (M315).

## Skibe i klassen
| Pnt.           | Navn           | Kølen lagt     | Søsat             | Indgået            | Navngivet af              | Skæbne                                                      | Kaldesignal    |
| Storbritannien | Storbritannien | Storbritannien | Storbritannien    | Storbritannien     | Storbritannien            | Storbritannien                                              | Storbritannien |
| -------------- | -------------- | -------------- | ----------------- | ------------------ | ------------------------- | ----------------------------------------------------------- | -------------- |
| M101           | Sandown        | -              | 16. april 1988    | 9. juni 1989       | Hertuginden af Gloucester | Solgt til Estland i april 2006 som EML Admiral Cowan (M313) | GACF           |
| M102           | Inverness      | -              | 27. februar 1990  | 24. januar 1991    | -                         | Solgt til Estland i januar 2008 som EML Sakala (M314)       | GACR           |
| M103           | Cromer         | -              | 6. oktober 1990   | 7. april 1992      | -                         | Ombygget til skolefartøj og omdøbt Hindostan i 2001         | -              |
| M104           | Walney         | -              | 25. november 1991 | 20. februar 1993   | -                         | Udgået 15. oktober 2010                                     | GACT           |
| M105           | Bridport       | -              | 30. juli 1992     | 6. november 1993   | -                         | Solgt til Estland i januar 2009 som EML Ugandi (M315)       | GACU           |
| M106           | Penzance       | -              | 11. marts 1997    | 14 maj 1998        | -                         | Operativ                                                    | GCUI           |
| M107           | Pembroke       | -              | 15. december 1997 | 6. oktober 1998    | -                         | Operativ                                                    | GCUJ           |
| M108           | Grimsby        | -              | 10. august 1998   | 25. september 1999 | Lady Blackham             | Operativ                                                    | GCUK           |
| M109           | Bangor         | -              | 16. april 1999    | 26. juli 2000      | -                         | Operativ                                                    | GCUL           |
| M110           | Ramsey         | -              | 25. november 1999 | 22. juni 2001      | Lady Dunt                 | Operativ                                                    | GCUM           |
| M111           | Blyth          | -              | 4. juli 2000      | 20. juli 2001      | -                         | Operativ                                                    | GCUN           |
| M112           | Shoreham       | -              | 9. april 2001     | 2. september 2001  | -                         | Operativ                                                    | GCUO           |
| Saudi-Arabien  |                |                |                   |                    |                           |                                                             |                |
| 420            | Al Jawf        | -              | 2. august 1989    | 12. december 1991  | -                         | Operativ                                                    | -              |
| 422            | Shaqra         | -              | 15. maj 1991      | 7. februar 1993    | -                         | Operativ                                                    | -              |
| 424            | Al Kharj       | -              | 8. februar 1993   | 7. august 1997     | -                         | Operativ                                                    | -              |